# Stephan Micus
Stephan Micus (* 19. Januar 1953 in Stuttgart) ist ein deutscher Musiker, Sänger und Komponist, dessen Musikstil stark durch seine Beschäftigung mit traditionellen Instrumenten aus unterschiedlichen Teilen der Welt geprägt ist, wie insbesondere der Sitar, Shakuhachi, Steelpan, der 10- und 14-saitigen Gitarre, der Nay, Kalimba, Zither oder der Shō.

## Leben und Wirken
Micus ist als Komponist Autodidakt. Von ausgedehnten Erkundungsreisen brachte er ein Arsenal an Instrumenten mit, in die er sich zumeist vor Ort von heimischen Lehrern einweisen lässt. So setzte er sich während eines ausgedehnten Indien-Aufenthalts, der sich an sein Abitur anschloss, mit der Sitar auseinander. Nach drei Jahren intensiver Beschäftigung entstand 1976 sein Stück As I Crossed a Bridge of Dreams, das er auf der LP Implosions (1977) auf JAPO Records veröffentlichen konnte und den Klang der Sitar mit dem der Gitarre und seines Gesangs kombinierte. 
Von Anfang an begnügte sich Micus nicht damit, sich in die Spieltechniken von traditionellen Instrumenten einweisen zu lassen, sondern hat fast immer auch versucht, einen eigenen musikalischen Zugang auf dem Instrument zu entwickeln. Nach eigenen Angaben geht es ihm dabei „vor allem darum, die Instrumente aus ihrem ursprünglichen Kontext zu lösen und eine ganz neue Klangwelt für sie zu schaffen.“ Häufig spielt er daher die Instrumente mit selbst entwickelten, unorthodoxen Techniken oder er ändert sie ab, um sie seinen Klangvorstellungen anzupassen. In gleicher Weise setzt er sich auch mit den Klängen von behauenen Steinblöcken und modernen Instrumenten, wie dem Hang auseinander. Ein besonderes Interesse gilt der unkonventionellen Kombination mehrerer Instrumente zu größeren Gruppen, die er als alleiniger Musiker mit Overdub-Techniken erzielt.
„Von einer ganz eigenen Sprache“ die wirklich universell und organisch gewachsen sei, schrieb das Jazz Podium bei der Besprechung von Micus’ Album Snow. Punktgenau zu seinem 60. Geburtstag am 19. Januar 2013 brachte der Multiinstrumentalist mit Panagia ein neues Album heraus. Dieses, sein zwanzigstes Soloalbum für ECM, vertont sechs byzantinische Gebete mit verschiedenen Saiteninstrumenten. Der Name Panagia wird in der griechisch-orthodoxen Liturgie häufig als Bezeichnung der Jungfrau Maria verwendet.

## Diskografie
- Archaic Concerts, 1976
- Implosions, 1977
- Koan, 1977
- Behind Eleven Deserts, 1978
- Till the End of Time, 1978
- Wings over Water, 1981
- Listen to the Rain, 1983
- East of the Night, 1985
- Ocean, 1986
- Twilight Fields, 1987
- The Music of Stones, 1989
- Darkness and Light, 1990
- To the Evening Child, 1992
- Athos, 1994
- The Garden of Mirrors, 1997
- Desert Poems, 2001
- Towards the Wind, 2002
- Life, 2004
- On the Wing, 2006
- Snow, 2008
- Bold as Light, 2010
- Panagia, 2013
- Nomad Songs, 2015
- Inland Sea, 2017
- White Night, 2019
- Winter's End, 2021
- Thunder, 2023
- To the Rising Moon, 2024

Zusammen mit Hans-Peter Krohn
- Krohn + Micus, 1972